# Szamocin
Szamocin là một thị trấn thuộc huyện Chodzieski, tỉnh Wielkopolskie ở trung-tây Ba Lan. Thị trấn có diện tích 5 km². Đến ngày 1 tháng 1 năm 2011, dân số của thị trấn là 4291 người và mật độ 919 người/km².